# Sitio de Agrigento (406 a. C.)
El sitio de Agrigento tuvo lugar en 406 a. C. en Sicilia. El sitio cartaginés duró un total de ocho meses. El ejército cartaginés bajo Aníbal Magón sitió la ciudad griega doria de Acragante en represalia contra los ataques griegos de las colonias púnicas en Sicilia. La ciudad había logrado repeler los ataques cartagineses hasta que un ejército de ayuda de Siracusa derrotó a una parte del ejército sitiador cartaginés y levantó el asedio de la ciudad.
Durante el asedio, Aníbal y un gran número de soldados cartagineses habían muerto de peste, y los supervivientes se encontraban en una situación desesperada después de que los griegos lograron cortar sus líneas de suministro. Sin embargo, los cartagineses, ahora dirigidos por Himilcón, un pariente Magónida de Aníbal, lograron la captura de un convoy de suministros griegos de los barcos, utilizando la flota cartaginesa, lo que obligó a los griegos a hacerle frente a la amenaza de morir de hambre a su vez. Esto causó la primera división de los griegos sicilianos, entonces la mayoría de la población de Acragante abandonó la ciudad, lo que permitió a Himilcón capturar y saquear la ciudad.